# مايك جيبسون (محامي)
مايك جيبسون (بالإنجليزية: Mike Gibson)‏ هو لاعب اتحاد الرغبي ومحامي بريطاني، ولد في 3 ديسمبر 1942 في بلفاست في المملكة المتحدة.

## وصلات خارجية
- مايك جيبسون عل موقع إسبنسكروم (الإنجليزية)